# Oscar Archain
Oscar-Théophile-Jean-Baptiste Archain, dit Oscar Archain, né à Orville (Pas-de-Calais) le 24 août 1863 et mort le 11 août 1904 à Paris, est un journaliste et homme politique français. 
D'abord socialiste, il adhère au Boulangisme puis au Comité central socialiste révolutionnaire (CCSR) blanquiste avant de se rapprocher des radicaux socialistes en adhérant au Parti Parti républicain, radical et radical-socialiste (PRRRS).

## Biographie

### Débuts et formation
Fils d'un couvreur et d'une ménagère, Oscar Archain se destine tout d'abord à l'enseignement. Maître-répétiteur aux collèges d'Arras, de Béthune puis de Boulogne-sur-Mer, il s'engage en politique en adhérant aux idées socialistes.
En 1885, après avoir soutenu la liste des républicains démocrates contre la liste orléaniste aux élections législatives, il s'installe à Paris. Tout d'abord professeur libre et maître-répétiteur à l'école Monge, il finit par abandonner l'enseignement afin de pouvoir militer plus librement. Il devient alors correcteur, travaillant pour des imprimeries et pour plusieurs grands journaux de diverses tendances. En 1887, il est admis à la Chambre syndicale des correcteurs typographes.
Rédigeant des articles pour plusieurs journaux socialistes tels que le Journal du Peuple, L'Homme libre, La Chronique de Saint-Ouen et La Banlieue socialiste, il assure la chronique des tribunaux au Cri du Peuple et au Démocrate. À ce titre, il est membre de l'Association de la presse judiciaire et du Syndicat de la presse municipale.

### Le militant blanquiste
En avril 1889, Oscar Archain est l'un des quatre candidats blanquistes lors d'une élection municipale partielle à Saint-Ouen. Comme beaucoup d'autres blanquistes parisiens, il adhère au mouvement boulangiste et rejoint le Comité central socialiste révolutionnaire, collaborant à l'organe hebdomadaire de cette formation, Le Blanquiste. Il appuie ainsi la candidature d'Henri Rochefort aux élections législatives de 1889 et obtient le soutien de Déroulède ainsi que l'investiture du Comité républicain national lorsqu'il se présente aux élections municipales des 27 avril et 4 mai 1890 dans le quartier Saint-Fargeau. Devancé de plus de 300 voix au premier tour par le conseiller municipal sortant, le possibiliste Alexandre Réties, il perd au second tour.
Réties l'emporte à nouveau en avril 1893 mais meurt peu de temps après, ce qui provoque une élection municipale partielle les 21 et 28 octobre 1894. Arrivé en tête du premier tour avec 322 voix, Archain est élu au second tour avec 569 suffrages devant l'allémaniste Lavaud (533 voix) et le radical-socialiste Riboulet (237). Siégeant tout d'abord au groupe de l'Union socialiste, il le quitte avec trois autres blanquistes (Breuillé, Daniel et Grébauval) en 1899. Réélu une première fois en 1896, il est réélu dès le premier tour en mai 1900 devant le socialiste Marchand, membre de l'Alliance communiste.

### Rapprochement avec les radicaux-socialistes
Ami de Charles Bos (rédacteur en chef du Rappel) et libre-penseur, Archain se rapproche des radicaux-socialistes vers 1900. Il adhère ainsi au Parti républicain, radical et radical-socialiste (PRRRS) peu de temps après la fondation de celui-ci.
Aux élections législatives de mai 1902, Archain est le candidat du PRRRS dans l'arrondissement de Doullens, où il comptait initialement affronter le riche républicain progressiste Charles Saint. Ce dernier étant mort quelques mois avant l'élection, c'est Vaquette qui représente finalement les républicains modérés. Arrivé en troisième position au premier tour avec 2 852 voix, Archain se désiste en faveur du radical Albert Rousé.
Atteint d'une maladie de poitrine depuis 1903, Archain est cependant réélu conseiller municipal en mai 1904. Mort le 11 août suivant à l'hôpital Dubois, il est inhumé au cimetière du Père-Lachaise (93e division).